# Nicu Stan
Nicu Stan (n. 25 noiembrie 1931, Constanța – d. 24 august 1990, Iași) a fost un operator, director de imagine de film, scenarist și regizor de film român. A semnat imaginea pentru filme de referință ale cinematografiei românești precum Răscoala (1966), Diminețile unui băiat cuminte (1967), Columna (1968), Baltagul (1969), Puterea și adevărul (1972), Actorul și sălbaticii (1975) și Toate pînzele sus (serial TV, 1977).

## Biografie
S-a născut la 25 noiembrie 1931 în Constanța. A absolvit Institutul de Artă Teatrală și Cinematografică „I.L. Caragiale” din București în 1955, debutând încă din ultimul an ca student pe post de cameraman și asistent de operator la mediumetrajul ...Și Ilie face sport (1954). Colaborează apoi la realizarea a două lungmetraje: Alarmă în munți (1955) și Pasărea furtunii (1957). A regizat apoi câteva scurtmetraje documentare (Covoare orientale, Confex și Nu, nu e miraj) și a fost asistent de operator la lungmetraje de ficțiune, debutând ca director de imagine în filmul Partea ta de vină... (1963), regizat de Mircea Mureșan.
În anii 1980, urmând exemplul altor operatori, Nicu Stan a regizat patru filme de lung metraj: Un echipaj pentru Singapore (1982), Vreau să știu de ce am aripi (1984), Furtună în Pacific (1986) și Cale liberă (1987). La filmul Furtună în Pacific (1986), a fost și scenarist împreună cu scriitorul constănțean Constantin Novac. Și-a continuat, în paralel, și meseria de director de imagine. A murit la 24 august 1990.
Criticul de film Călin Căliman, care i-a dedicat un capitol în volumul Cinci artiști ai imaginii cinematografice (Ed. Reu Studio, București, 2009), îl considera un „o luciditate dinamică”, care părea să confere viață imaginii filmelor sale, aparatul său de filmat având parcă o „privire ca de o om, ca de ființă vie”.

## Filmografie

### Operator de imagine
- ...Și Ilie face sport (mediumetraj, 1954) - cameraman și asistent de operator (nemenționat)[1]
- Alarmă în munți (1955) - cameraman și asistent de operator
- Pasărea furtunii (1957) - cameraman și asistent de operator
- Dincolo de brazi (1958)
- Melodii, melodii (scurtmetraj, 1958)
- Într-o dimineață (scurtmetraj, 1958) - împreună cu George Cornea
- Toamna se numără... (scurtmetraj, 1961)
- Partea ta de vină... (1963)
- Dragoste lungă de-o seară (1963)
- Răscoala (1966)
- Vremea zăpezilor (1966)
- Diminețile unui băiat cuminte (1967)
- Maiorul și moartea (1967)
- Columna (1968)
- Apoi s-a născut legenda (1969)
- Baltagul (1969)
- Doi bărbați pentru o moarte (1970)
- Puterea și adevărul (1972)
- Pădurea pierdută (1972)
- Zestrea (1973)
- Conspirația (1973)
- Departe de Tipperary (1973)
- Capcana (1974)
- Trei scrisori secrete (1974)
- Actorul și sălbaticii (1975)
- Toate pînzele sus (serial TV, 1977)
- Trepte pe cer (1978)
- Înainte de tăcere (1978)
- Clipa (1979)
- Mireasa din tren (1980)
- Casa dintre cîmpuri (1980)
- Punga cu libelule (1981)
- Dragostea și revoluția (1983)
- Vreau să știu de ce am aripi (1984) - împreună cu Liviu Pojoni
- Acasă (1985)
- Hanul dintre dealuri (1988) - împreună cu Alexandru Întorsureanu și Mihai Truică
- Moartea unui artist (1989)

### Regizor
- Un echipaj pentru Singapore (1982)
- Vreau să știu de ce am aripi (1984)
- Furtună în Pacific (1986)
- Cale liberă (1987)

### Scenarist
- Un echipaj pentru Singapore (1982) - în colaborare cu Ioan Grigorescu
- Furtună în Pacific (1986) - în colaborare cu Constantin Novac

## Premii
Pentru activitatea sa în domeniul cinematografic, operatorul și directorul de imagine Nicu Stan a obținut mai multe premii ale Asociației Cineaștilor din România (ACIN):
- Premiul pentru imagine (1973) - pentru filmele Zestrea, Conspirația și Departe de Tipperary[4]
- Premiul pentru imagine (1977) - pentru serialul TV Toate pînzele sus (ex-aequo cu Iosif Demian pentru filmul Buzduganul cu trei peceți)[5]
- Premiul pentru imagine (1978) - pentru filmul Înainte de tăcere[6]
- Premiul pentru întreaga activitate - in memoriam (1992)[7]

În plus, filmul Puterea și Adevărul a obținut Marele Premiu al Asociației Cineaștilor din România în 1972, Nicu Stan fiind menționat de juriu printre cei care au contribuit la realizarea lui.